# Serie A2 (piłka nożna w San Marino)
Serie A2 – drugi poziom piłkarskich rozgrywek ligowych w San Marino, utworzona w 1986 roku i od samego początku zarządzana przez Sanmaryński Związek Piłki Nożnej (FSGC). Do 1996 roku zmagania w jej ramach toczyły się cyklicznie (co sezon) i przeznaczone były dla 8 krajowych klubów piłkarskich. Dwie najlepsze ligowe drużyny awansowali do Serie A1, zaś nie było spadków ze względu na niewielką liczbę drużyn. Wszystkie kluby uczestniczące w rozgrywkach były drużynami amatorskimi. Większość piłkarzy były też amatorami.

## Historia
Druga liga w piłce nożnej została zorganizowana w 1986 roku. Wcześniej sanmaryńskie kluby uczestniczyły w niższych ligach Mistrzostw Włoch. W sezonie 1996/97 reorganizowano ligi piłkarskie w San Marino. Serie A1 została połączona z drugoligową Serie A2 w Campionato Sammarinese. II poziom ligowy został zlikwidowany.

## Zwycięzcy rozgrywek
- 1986/1987: Domagnano
- 1987/1988: Virtus
- 1988/1989: Cailungo
- 1989/1990: Cosmos
- 1990/1991: Juvenes
- 1991/1992: Tre Penne
- 1992/1993: Folgore/Falciano
- 1993/1994: La Fiorita
- 1994/1995: San Giovanni
- 1995/1996: Libertas

## Statystyka

### Tabela medalowa
Mistrzostwo Serie A2 zostało zdobyte przez 10 różnych drużyn.
Stan na 31 maja 1996.
| Klub                | Miasto                      | Liczba tytułów |
| ------------------- | --------------------------- | -------------- |
| SP Cailungo         | Chiesanuova                 | 1              |
| SS Cosmos           | Serravalle                  | 1              |
| FC Domagnano        | Domagnano                   | 1              |
| SS Folgore/Falciano | Falciano                    | 1              |
| SS Juvenes          | Serravalle                  | 1              |
| SP La Fiorita       | Montegiardino               | 1              |
| AC Libertas         | Borgo Maggiore              | 1              |
| SS San Giovanni     | San Giovanni sotto le Penne | 1              |
| SP Tre Penne        | Serravalle                  | 1              |
| SS Virtus           | Acquaviva                   | 1              |